# Vườn quốc gia Cathedral Rock
Vườn quốc gia Cathedral Rock là một vườn quốc gia ở bang New South Wales, Úc. Vườn này cách làng Ebor 6 km về phía tây, cách xa lộ Waterfall Way 8 km về phía tây, cách thành phố Armidale 70 km về phía đông và cách thành phố Sydney 555 km về phía bắc.

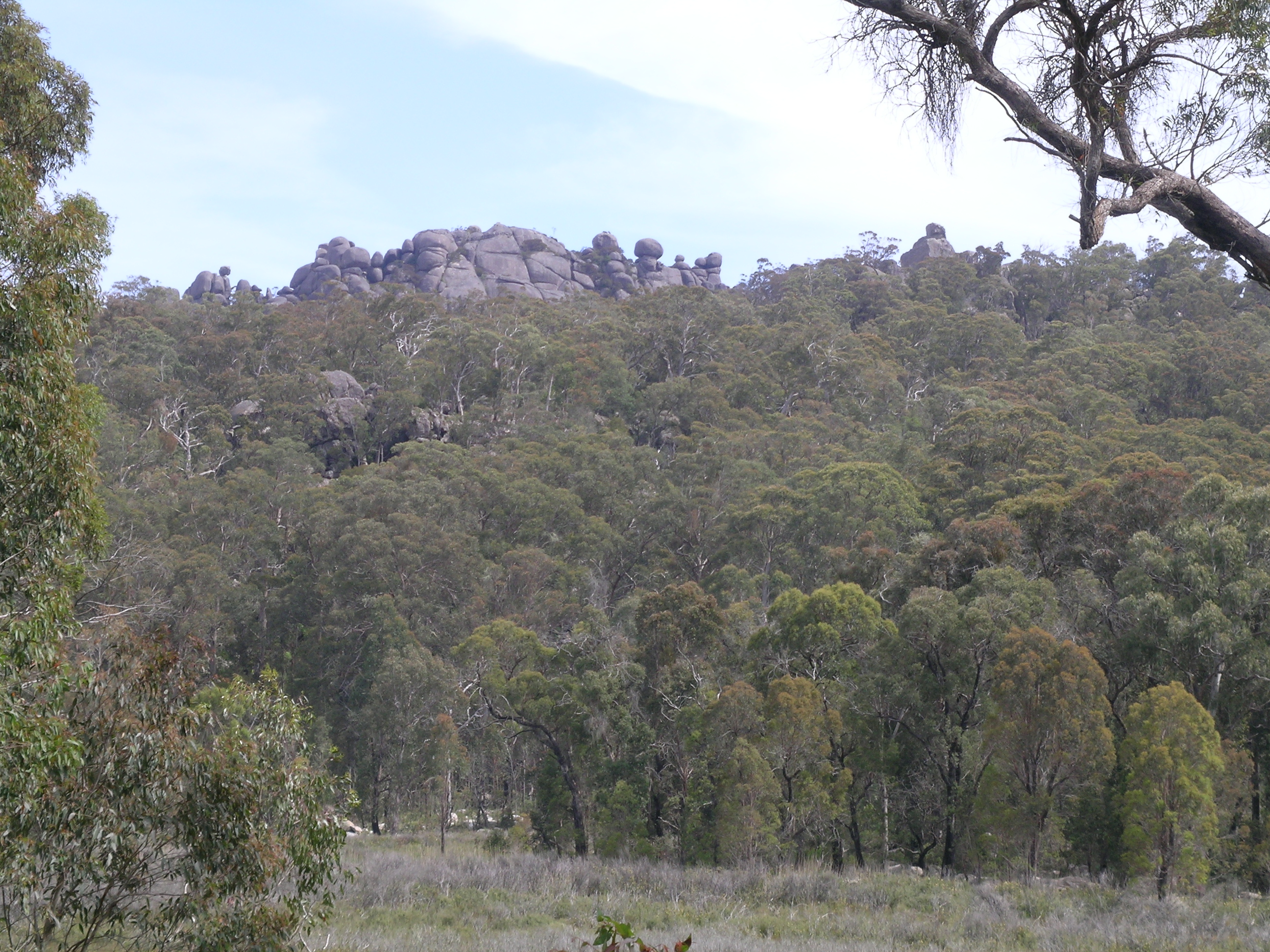
Vườn quốc gia Cathedral Rock

Vườn quốc gia Cathedral Rock nằm giữa sông Guy Fawkes và dãy núi Macleay Range. Trong vườn có ngọn núi Round Mountain, ngọn cao nhất vùng cao nguyên New England, (Úc) của bang New South Wales.